# Demi-potentiel d'activation
Le demi-potentiel d'activation d'un courant ionique est le potentiel de membrane pour lequel la moitié des canaux responsables de ce courant sont ouverts. 

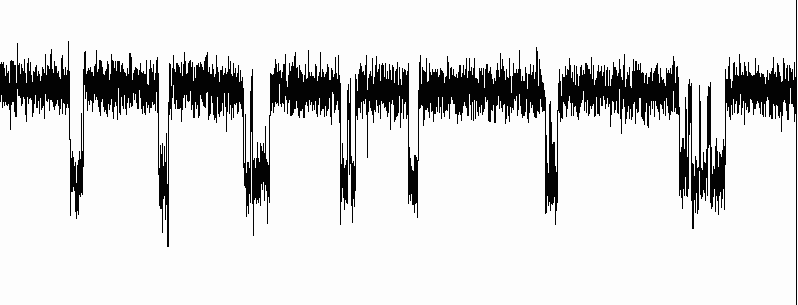
Courant électrique de l'ordre du picoampère mesuré consécutivement à l'activation d'un canal ionique. On note de brusques augmentations (vers le bas) de la valeur du courant séparées par des périodes où le canal est fermé.

Chaque canal ionique a, pris individuellement, un comportement stochastique. Cela est observé expérimentalement par des mesures de canal unitaire en patch clamp. On observe alors uniquement deux niveaux de potentiel avec des transitions brutales de l'un à l'autre (voir figure). Le canal est soit ouvert, soit fermé, et la transition se produit aléatoirement. Pour les canaux ioniques dépendants du potentiel de membrane, la probabilité qu'un canal soit dans l'état ouvert ou dans l'état fermé est une fonction du potentiel de membrane. Quand on considère une membrane au niveau d'une cellule entière, la conductance causée par la population de canaux est le résultat statistique des canaux à l'état ouvert. C'est pourquoi la conductance des courants ioniques a un comportement en fonction du potentiel de membrane qui suit l'équation de Boltzmann. Le demi-potentiel d'activation est un des paramètres de l'équation.  